# Арсланово (Аургазинський район)
Арсла́ново (рос. Арсланово, башк. Арыҫлан) — присілок у складі Аургазинського району Башкортостану, Росія. Входить до складу Ішлинської сільської ради.
Населення — 50 осіб (2010; 62 в 2002).
Національний склад:
- татари — 87%